# Ambohimahasoa (district)
Ambohimahasoa is een district van Madagaskar in de regio Haute Matsiatra. Het district telt 203.438 inwoners (2011) en heeft een oppervlakte van 2.560 km², verdeeld over 17 gemeentes. De hoofdplaats is Ambohimahasoa.